# Kraftwerk Landesbergen

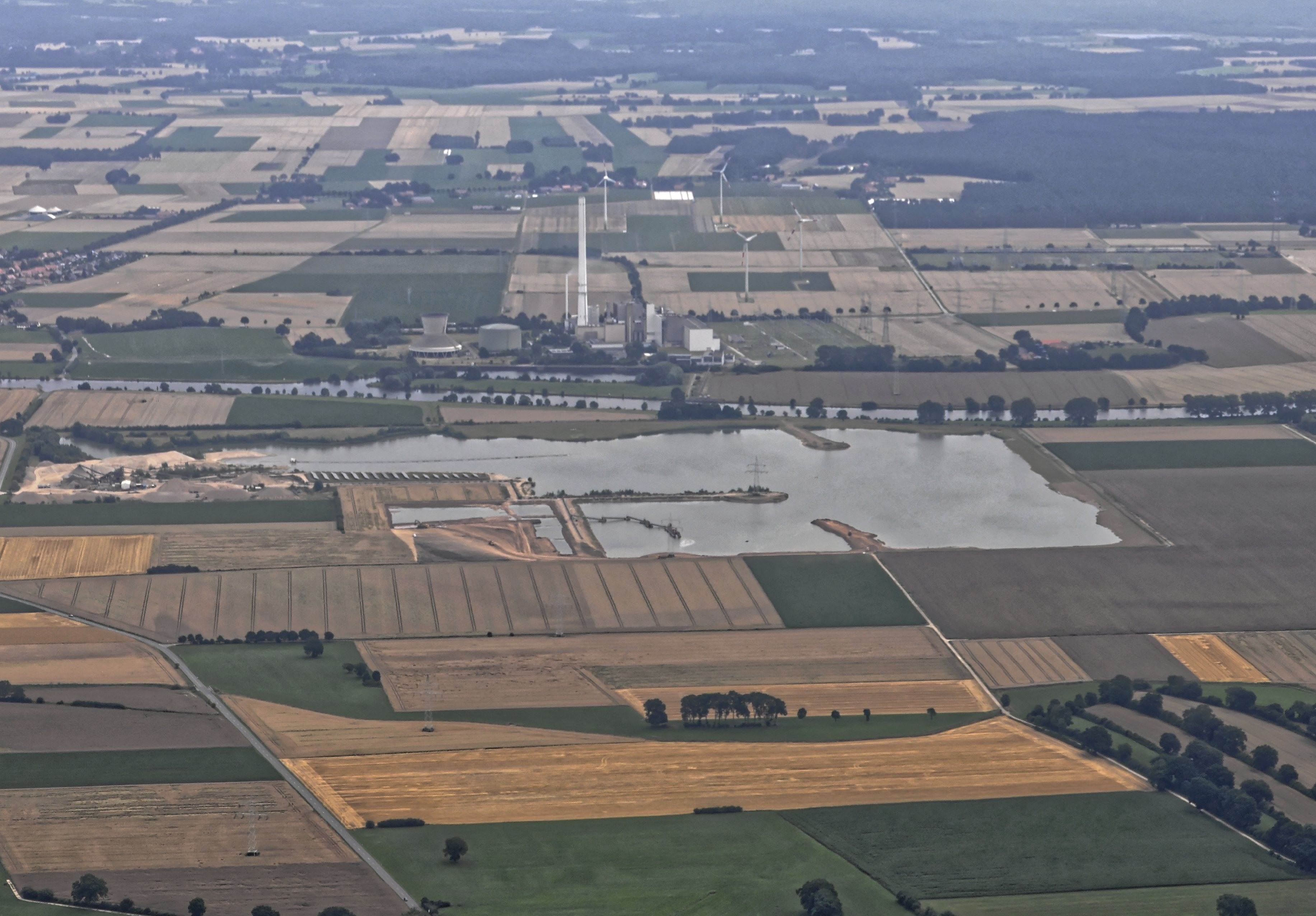
Das Kraftwerk von oben

Das Robert-Frank-Kraftwerk Landesbergen ist ein im Normalbetrieb mit Erdgas betriebenes Gas-und-Dampf-Kombikraftwerk  im niedersächsischen Landesbergen an der Weser, das 1962 in Betrieb ging.

Namensgeber für das Kraftwerk war Robert Frank (1879–1961), von 1927 bis 1933 Mitglied des ersten PreussenElektra-Vorstands, danach Mitglied von Gremien weiterer Unternehmen wie den RWE. In einer Beschreibung des Kraftwerks durch den jetzigen Betreiber wird über Frank nur dessen Vorstandstätigkeit für PreussenElektra erwähnt; „[s]eine Spuren [seien] auf dem Kraftwerksgelände immer noch zu finden“. Außerdem war Robert Frank jedoch einer der ersten Auftraggeber und enger Vertrauter von Albert Speer. Von 1945 bis zu seinem Tod war er mit Speer in ausgedehnte geheime Aktivitäten um NS-Raubkunst verwickelt, während er zugleich renommierter Experte für Energiewirtschaft war.
Das Kraftwerk wurde durch PreussenElektra errichtet, nachdem in den 1950er Jahren im Weser-Ems-Gebiet Erdgas gefunden wurde. Von dort gelangt das Gas über eine etwa 50 km lange Pipeline mit Unterquerung der Weser in das Kraftwerk. Von Bedeutung für die Auswahl des Standorts war auch, dass die Abwärme mit Wasser aus der vor Ort befindlichen Staustufe Landesbergen in die Weser abgeführt werden konnte, Kühltürme also entbehrlich waren. Die Staustufe wurde im November 1960 in Betrieb genommen, eine zweiteilige im September 1961 eingeweihte Brücke über die Weser verbesserte die Straßenanbindung. Das Kraftwerk sollte zur Not auch mit Erdöl und Kohle betrieben werden. Dafür hätten Frachtschiffe ihre Ladung im betriebseigenen Hafen löschen können, für das Öl wurden drei Speicher mit insgesamt 6.000 m³ errichtet. Insgesamt führten die Baumaßnahmen und die Beschäftigung von zeitweise mehr als 300 Personen im Kraftwerk sowie die Ansiedlung ihrer Familien zu einer wirtschaftlichen Belebung von Landesbergen. Aus Dankbarkeit und als Zeichen der Verbundenheit mit dem Kraftwerk fügte die Gemeinde 1971 einen Stromblitz in ihr Gemeindewappen ein.
Preussen-Elektra ging im Jahre 2000 in E.ON auf, seit 2009 wird das Kraftwerk von Statkraft Germany mit Sitz in Düsseldorf betrieben.

## Erdgaskraftwerk
Das Kraftwerk bestand ursprünglich aus bis zu vier Blöcken: Block I wurde Ende 1962, Block II im Frühjahr 1963 in Betrieb genommen, Block III folgte 1967. Block IV, ein Gas-und-Dampf-Kombiblock, wurde 1973 in Betrieb genommen. Aus betriebswirtschaftlichen Gründen wurden später die ersten drei Blöcke stillgelegt und mitsamt der Schornsteine rückgebaut. Die Nennleistung des verbliebenen Blocks IV beträgt 510 Megawatt, wovon 60 MW auf die Gasturbine und 450 MW auf die Dampfturbine entfallen. Der Generator dieser Gasturbine speist ins 60-Kilovolt-Hochspannungsnetz ein, der Generator der Dampfturbine hingegen in das 400-kV-Höchstspannungsnetz. Bei Nennleistung hat Block IV einen Erdgasverbrauch von 125.000 m³/h. Das Kraftwerk imponierte früher schon von weitem durch seine vier Schornsteine, der jetzt verbliebene ist 181 Meter hoch. Bis 2007 existierte noch ein zweiter Schornstein mit 180 Metern Höhe.

## Gesamteuropäische Netzstörung von 2006
In der Nacht vom 4. auf den 5. November 2006 kam es in Folge einer Fehleinschätzung von zwei Ingenieuren der E.ON in der Netzleitstelle Lehrte zu einer Überlastung der 380-kV-Leitung Landesbergen-Wehrendorf, die das Netz von EON mit dem von RWE verbindet. E.ON veranlasste daraufhin in Absprache mit RWE die Zusammenschaltung mehrerer Leitungen im Umspannwerk Landesbergen. Entgegen der Erwartung führte dies zu einer weiteren Belastung. Es folgte die automatische Abschaltung von Leitungen, sodass schließlich das damalige europäische Stromverbundnetz UCTE in drei Teilnetze zerfiel. Im westlichen Teilnetz wurden wegen Unterversorgung mehrere Millionen Industrie- und Haushaltskunden für etwa eine halbe Stunde bis zur erneuten Stabilisierung der Netze von der Stromversorgung abgetrennt.

## Biomasseheizkraftwerk
Am Standort befindet sich außerdem ein Biomasseheizkraftwerk mit einer elektrischen Leistung von 20 MW, das 2003 in Betrieb genommen wurde. Betrieben wird diese Anlage mit jährlich 130.000 Tonnen Altholz.

## Weitere Entwicklung
Im März 2013 entschied der Aufsichtsrat, das Gaskraftwerk in Landesbergen abzuschalten, die Gasturbine werde aber zunächst als Reserve betriebsbereit gehalten. Das auf demselben Gelände betriebene Biomasseheizkraftwerk solle weiterbetrieben werden. Als Grund nannte Statkraft „die erheblich verschlechterten Marktaussichten für Gaskraftwerke“. Der Wegfall würde voraussichtlich nicht zu einer Versorgungsstörung führen. Der Bundesnetzagentur wurde die „Stillegungsanmeldung“ eingereicht.

### Kapazitätsreserve
Seit dem 1. Oktober 2020 befindet sich die Gasturbine mit 56 Megawatt in der Kapazitätsreserve der Übertragungsnetzbetreiber.